# Spilopteron sichuanense
Spilopteron sichuanense là một loài tò vò trong họ Ichneumonidae.